# Martha Fontane

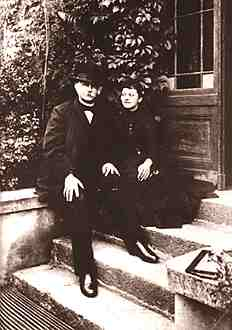
Martha Fontane mit ihrem Vater in Arnsdorf im Riesengebirge, 1886

Martha „Mete“ Fontane (verheiratete Martha Fritsch; * 21. März 1860 in Berlin; † 10. Januar 1917 in Waren, Herzogtum Mecklenburg-Schwerin) war eine deutsche Lehrerin und Erzieherin. Sie war die einzige Tochter des Schriftstellers Theodor Fontane und gilt als Urbild mehrerer seiner Romanfiguren.

## Leben
Martha Fontane war das sechste (bzw. das dritte das Säuglingsalter überlebende) und vorletzte Kind der relativ liberalen Eheleute Theodor und Emilie Fontane.  Martha galt als „Lieblingskind“ des Schriftstellers, der sich immer eine Tochter gewünscht hatte. Zehnjährig wurde sie im Frühjahr 1870 von ihrer Mutter für ein Jahr nach England gebracht, wo sie ein Jahr bei der befreundeten Familie Merington in London lebte und die Landessprache lernte. Aus dieser Zeit sind die ersten Teile eines ausgiebigen Briefwechsels mit den Eltern, insbesondere mit dem Vater, erhalten.
Nach der Rückkehr aus England absolvierte sie erfolgreich bis Ostern 1876 die höhere Mädchenschule in Berlin und zog dann als „Haustochter“ zu der mit ihrer Familie befreundeten Familie Stockhausen, wo sie sich unerwidert in den verheirateten Musiker Julius Stockhausen verliebte. Haustochter zu sein war die Voraussetzung für die Zulassung zum staatlichen Lehrerinnenseminar in der Berliner Schützenstraße. Dort bis April 1878 zwei Jahre ausgebildet zur Lehrerin für Volks-, mittlere und höhere Schulen, fand Martha Fontane bis 1880 zunächst keine Stelle. Von August 1880 bis 1884 arbeitete sie dann als Erzieherin und Hauslehrerin der Kinder der Familie von Mandel im neumärkischen Klein Dammer. In dieser Zeit fand ein lebhafter Briefwechsel mit ihren Eltern statt, der insbesondere für den Zeitraum von 1880 bis 1882 großenteils erhalten blieb. Die 20-jährige Fontane ging mit Elan insbesondere an die Ausbildung ihrer Schützlinge Ella (13 Jahre) und Sophie (11 Jahre), später auch Viktor (* 1875) und Erich (* 1874) von Mandel heran, litt aber trotz aller Bemühungen ihrer Dienstherren unter dem gesellschaftlich eher gering bewerteten Dasein als Gouvernante in einem ländlichen Haushalt, welches auch im Missverhältnis zu ihrem für die damalige Zeit relativ hohen Ausbildungsgrad stand (Neben Deutsch und Englisch sprach sie auch Französisch). Zudem fehlte der Glanz, den das Leben an der Seite ihres prominenten Vaters auf sie abstrahlte, denn durch die Nähe zu ihm hatte sie schon früh Kontakt mit Personen wie dem Maler Adolph Menzel, mit dessen mit dem Musikdirektor Hermann Krigar verheirateten Schwester Emilie Krigar gut befreundet war, oder dem Schriftsteller Paul Heyse. Wie Martha Müller-Grote, die Tochter von Theodor Fontanes Verleger Carl Müller-Grote, nahm Martha Fontana Malstunden bei Karl Gussow. Ab 1879 hatte sich eine Beziehung zu dem Jurastudenten Rudolph Schreiner, Sohn des Stadtschulrats und Geheimen Regierungsrats Otto Schreiner, entwickelt, doch ihr Plan, ihn zu heiraten scheiterte. Von Januar bis August 1884 war sie für die Amerikanerin Dooly tätig, vermutlich als Erzieherin deren Tochter. Ihr Plan, mit Mrs. Dooly nach Amerika auszuwandern, zerschlug sich. Von September 1884 bis Ostern 1885 war sie als Lehrerin an Fräulein Leydes höherer Mädchenschule in der Potsdamer Straße 64 tätig.
Um Ostern 1885 machten sich diffuse Leiden, wohl infolge einer Stoffwechselerkrankung, bei der seit einer Typhuserkrankung im Herbst 1878 häufiger Erkrankten bemerkbar, die sie schließlich dazu veranlassten, als „Luxusartikel“, wie sie sich selbst dem Vater gegenüber bezeichnete, ins Elternhaus zurückzukehren und ihre Laufbahn als Lehrerin zu beenden. Allerdings lebte sie in den nächsten Jahren nicht ständig mit ihren Eltern zusammen, sondern verbrachte viel Zeit mit Kuraufenthalten und – besonders, nachdem sich ihre Vermögenslage durch Erbschaften gebessert hatte, – auf Reisen. Von 1885 bis zum Tod ihres Vaters 1898 lebte sie abwechselnd im elterlichen Haushalt und bei Freundinnen, etwa bei Henriette von Merckel, Ehefrau und Witwe des mit den Fontanes befreundeten Kammergerichtsrats Wilhelm von Merckel, der Familie Krigar, der Familie Witte in Rostock, wo ihre Freundin Lise Witte, die Tochter von Theodor Fontanes Jugendfreund Friedrich Witte († 1893), den Martha Fontane als zweiten Vater betrachtete, lebte, oder bei Marie von Veit, geborene Bencard, aus Rostock, die 1887 den Bonner Frauenarzt Gustav Veit geheiratet hat. Zentrum ihres Daseins blieb aber die elterliche Wohnung in der Potsdamer Straße, bis sie nach dem Tod ihres Vaters 1899 den Architekturprofessor und zweifachen Witwer Karl Emil Otto Fritsch (1838–1915), mit dem sie sich am 16. September 1898 vier Tage vor dem Tod ihres Vates (offiziell) verlobt hatte, im Januar 1899 heiratete, mit ihrem Mann zunächst eine Wohnung in der Potsdamer Straße bezog und 1902 nach Waren in Mecklenburg zog. Eine Berufstätigkeit hat sie nach 1885 nicht mehr aufgenommen. Zwei Jahre nach dem Tod ihres Mannes starb sie 1917 in Waren nach einem Sturz vom Balkon – möglicherweise ein Suizid aufgrund von Depressionen. Möglich ist auch, dass es sich um einen Unfalltod handelte.

## Nachwirkungen
Martha Fontane, die sich selbst als „Vertreterin der Linken“ (im Sinne von nationalliberal) bezeichnete, ist nicht nur als einfallsreiche und schreibfreudige Briefpartnerin und Inspirationsquelle ihres Vaters bekannt – 270 Briefe aus dieser Korrespondenz sind bekannt und veröffentlicht –, sondern diente ihm auch als Vorbild für die Charakterisierung vieler seiner Frauenfiguren wie etwa der Corinna in Frau Jenny Treibel und der Melusine in Der Stechlin – Frauen, die, bis zu einem gewissen Grade emanzipiert, die Kunst der gefälligen Konversation mit einer scharfen Beobachtung ihrer Umwelt und einem beweglichen Geist verbinden, es dabei aber nicht an Charme fehlen lassen.
Martha Fontane las auch Entwürfe und Publikationen ihres Vaters, lobte oder kritisierte sie.
Als Mitverwalterin von dessen literarischem Nachlass nach 1902 trat sie nicht häufig in Erscheinung, blockierte oder erschwerte aber häufig Veröffentlichungen, um die sich ihr Bruder Friedrich bemühte.
2008 wurde ihr zu Ehren die Martha-Fontane-Straße in Berlin-Französisch Buchholz benannt.

## Veröffentlichung als Herausgeberin
- Jean Pierre Barthélemy Rouanet: Von Toulouse bis Beeskow. Lebens-Erinnerungen. 
F. Fontane & Co., Berlin 1904. – Erinnerungen des Urgroßvaters.

## Briefe
- Edgar R. Rosen (Hrsg.): Mete Fontane. Briefe an die Eltern 1880 bis 1882. Ullstein, Frankfurt am Main/Berlin/Wien 1974, ISBN 3-548-04602-9 (mit (unvollständiger) biographischer Einleitung).
- Gotthard Erler (Hrsg.): Meine liebe Mete. Ein Briefgespräch zwischen Eltern und Tochter. Aufbau, Berlin 2001, ISBN 3-7466-5288-X.
- Regina Dieterle (Hrsg.): Theodor Fontane und Martha Fontane. Ein Familienbriefnetz. De Gruyter, Berlin 2002, ISBN 3-11-015881-7 (Auszüge).